# Corps Donaria zu Freising-Weihenstephan
Das Corps Donaria ist eine verbandsfreie, farbentragende und pflichtschlagende Studentenverbindung in Freising. Heute ist sie das einzige verbleibende Corps am Universitätsstandort Freising und eine von zwei pflichtschlagenden Studentenverbindungen vor Ort. Sie vereint Studenten und Alumni der Technischen Universität München, der Ludwig-Maximilians-Universität München, der Hochschulen München und Weihenstephan-Triesdorf sowie der Hochschule Landshut. Die Mitglieder werden als „Donaren“ bezeichnet. Das zeitweise Lebenscorps ist Mitglied im Münchner Senioren-Convent.

## Allgemeines
Der Name „Donaria“ leitet sich vom germanischen Gott Donar ab, der als Schutzgott der Landwirte gilt. Als Farben werden hellblau-gold-forstgrün mit goldener Perkussion geführt. Die Corpsburschen tragen das dreifarbige Band, die Füchse das zweifarbige hellblau-goldene ebenfalls mit goldener Perkussion versehene Fuchsenband. Dazu wird eine hellblaue Mütze als Hinterhauptcouleur getragen. Die Pekesche ist ebenfalls hellblau. Ursprünglich als landwirtschaftliche Verbindung gegründet, stehen die Farben im Zusammenhang mit der Agrarwirtschaft. Hellblau steht für den Himmel, Gold für die Sonne und Forstgrün für die Saatenfelder.
Das Wappen teilt sich in vier verschiedene Motive, neben dem Gründungsdatum heraldisch unten links sowie die Farben und der Zirkel heraldisch oben links, wird unten rechts ein roter Pflug mit blauem Streichblech dargestellt. Heraldisch oben rechts wird das Wappen Weihenstephans abgebildet. Der Wahlspruch lautet: „Recht geht vor Macht!“
Das Corps Donaria ist dem Münchner Seniorenconvent zugehörig.

## Geschichte

### Zeit bis zur Weimarer Republik

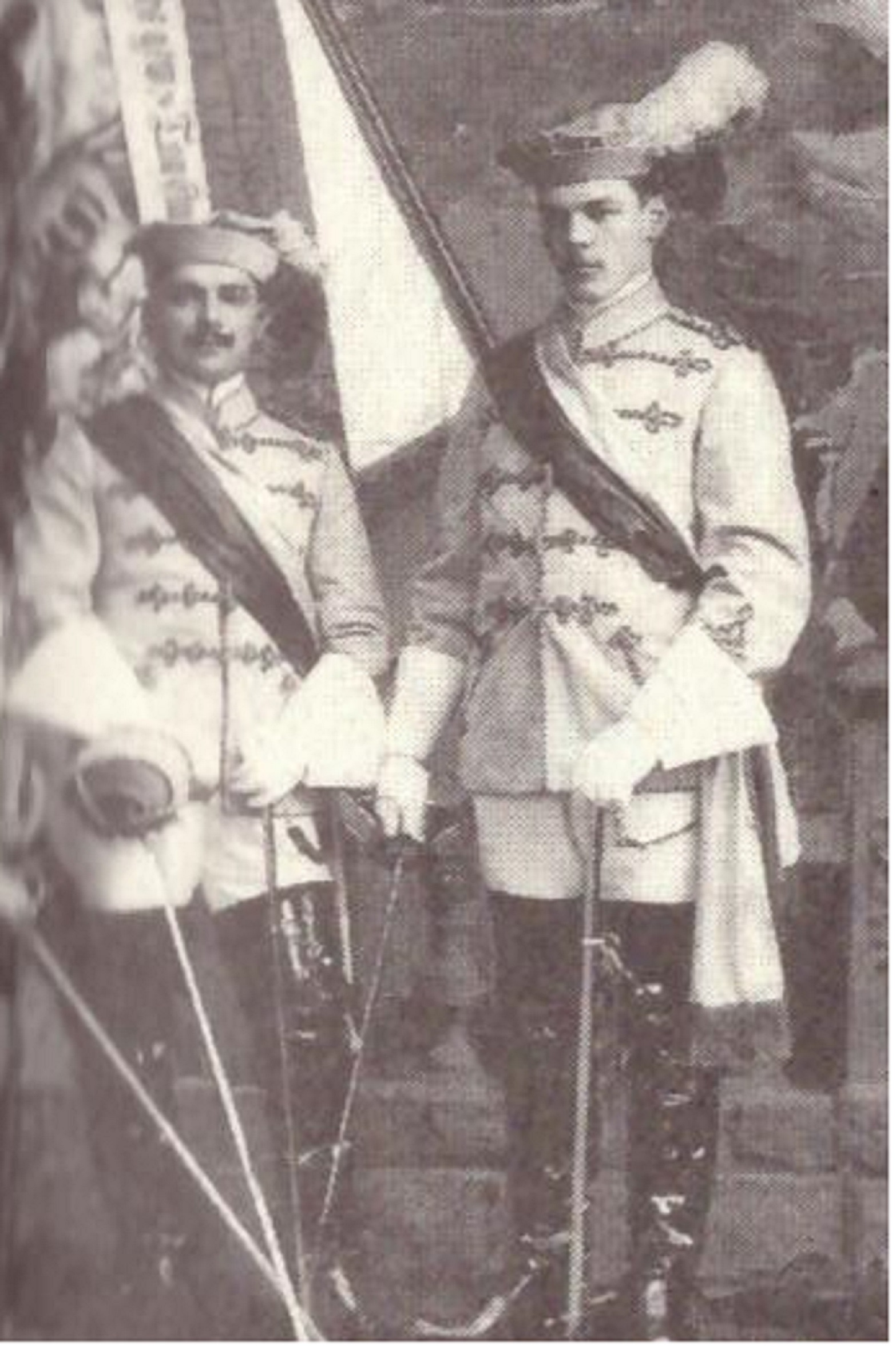
Senior Wilhelm Zorn (links) Sommersemester 1905

Das heutige Corps wurde am 1. Dezember 1900 als Akademisch-Wissenschaftlicher Verein (AWV) gestiftet und war damit noch eine lose Vereinigung von Studenten der Landwirtschaft, die den Austausch miteinander suchten. Nach der Übersiedlung des Corps Agronomia nach München (1903) war der AWV die einzige Anlaufstelle für Studenten der landwirtschaftlichen Fächer in Freising. 1904 wandelte er sich unter der Bezeichnung Akademisch-Landwirtschaftlicher Verein Weihenstephan (ALV) in eine Studentenverbindung um und nahm die heute noch verwendeten Farben, Zirkel, Wahlspruch und Wappen an. 1906 wurde die zuvor freigestellte Mensur zur Pflicht. Zugleich nahm Donaria den Grundsatz der unbedingten Satisfaktion an. Jeder Aktive hatte vor dem Zweiten Weltkrieg acht Pflichtpartien abzulegen. 1908 wurde erstmals öffentlich Couleur getragen und sich als Verbindung gemeinsam präsentiert. Als es um die Erhebung der Akademie Weihenstephan zur Hochschule ging, wurde Donaria im selben Jahr durch das Kultusministerium zur Sprecherin aller örtlichen Landwirtschaftsstudenten ernannt. Damals konnte mit einer 2/3 Mehrheit am 7. Juli 1908 eine maßgebliche Entscheidung gefällt werden. Von nun an hatte Donaria im halbjährlichen Turnus über Vorgänge, wissenschaftliche Erfolge der Akademie und dem Voranschreiten der Verhandlungen zu berichten. Heute finden sich diese in den Conventsbüchern wieder. Einer der damaligen Gründungsphilister, Friedrich Endreß, hatte bedeutenden Einfluss zur Ernennung zur Hochschule. Im Ersten Weltkrieg blieben 40 der 131 Kriegsteilnehmer des Corps auf dem Feld oder sind verschollen. Der gesamte Aktivenbetrieb ruhte im Jahre 1916.
1920 erfolgte, zeitgleich mit der Erhebung Weihenstephans zur Hochschule, die Umwandlung zum Corps. Aus den Conventsbüchern der Zeit lässt sich eine Rennoncierung beim Rudolstädter Senioren-Convent entnehmen. In diesem Jahrzehnt gab es neben Donaria in Freising die schlagenden Verbindungen Corps Agraria und ab 1922 das Corps Germania, sowie der Akademische Brauerbund Bavaria (heutige Landsmannschaft Bavaria) und die Verbindung Landfrankonia. 1922 trat Donaria dem Naumburger Deputierten Convent (NDC) bei. Später wurde dieser in den Naumburger Senioren-Convent umbenannt. Dieser sollte der einzige Dachverband bleiben, bei dem das Corps Mitglied war.

### Corps Germania

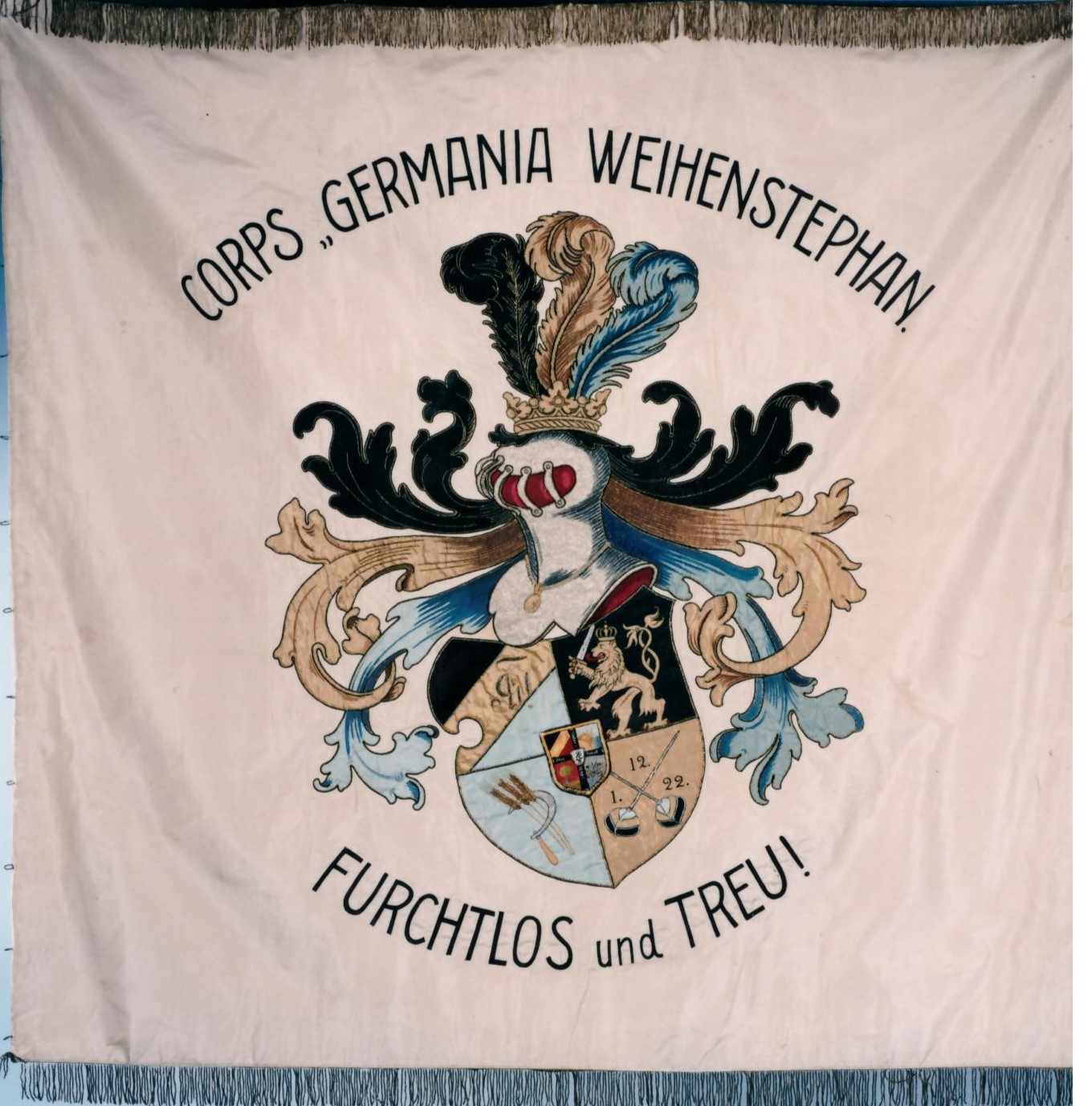
Prunkfahne Germania Weihenstephan, mittig das Wappen der Freien Verbindung Landfrankonia

Im Wintersemester 1921/22 besaß das Corps über 70 Inaktive Corpsburschen. 15 Corpsburschen nahmen dies zum Anlass, sich abzuspalten und am 1. Dezember 1922 das Corps Germania Weihenstephan (Farben schwarz-gold-hellblau; Wahlspruch: Furchtlos und treu) zu gründen. Donaria und Germania unterhielten seitdem rege Kontakte, fochten miteinander Mensuren und gehörten demselben Dachverband an. 1927 wurde die Verbindung Landfrankonia (Farben: schwarz-gold-carminrot; Wahlspruch: Treudeutsch für immer – Ehre, Freiheit, Vaterland) ins Corps Germania aufgenommen. Ein Jahr später suspendierte ebendieses und ging 1929 in seinem Mutterbund auf. Die Prunkfahne beider Verbindungen befinden sich im Besitz Donariae. Die Tradition des Corps Germania wird bis heute aufrechterhalten und gepflegt.

### Jüngere Geschichte
1930 gab das Corps das Fakultätsprinzip auf. Eintrittswillige wurden nun also nicht mehr nur unter den Landwirtschaftsstudenten geworben, sondern konnten unabhängig von ihrem Studienfach Mitglied werden.
Im Jahr 1934 suspendierte das Corps aufgrund der politischen Lage. Wie auch bei vielen anderen Corps in Deutschland, waren die Prinzipien eines Corps nicht mit der nationalsozialistischen Ideologie vereinbar, 1937 folgte auch der Verband Alter Herren. Ein Betrieb wurde aber weiterhin heimlich weitergeführt.
34 Donaren mussten im Zweiten Weltkrieg ihr Leben lassen.
1947 zuerst als Club Donaria wiedergegründet, wurde 1951 das Corps Donaria rekonstituiert und die Studentenverbindung somit wieder pflichtschlagend. Bis heute muss jeder Donare mindestens drei Mensuren gefochten haben.

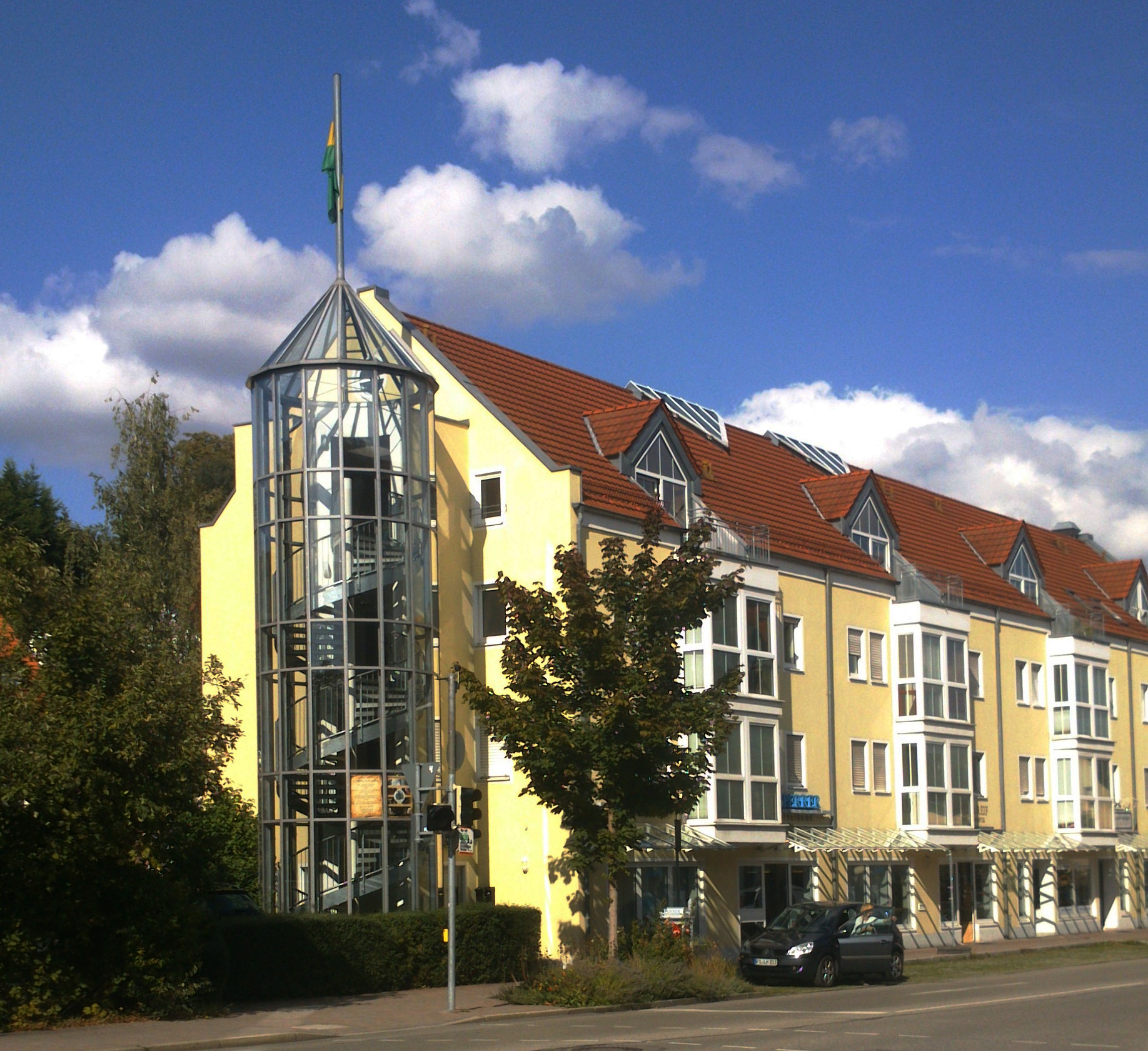
Das neu erbaute Haus der Donaria

Mit der Renoncierung beim Münchner Senioren-Convent 1953 und der Aufnahme 1955 wurde Donaria das einzige verbandsfreie Corps in einem SC, dementsprechend werden auch dem Corps viele Sonderrechte eingeräumt. 1964 erwarb der Verband Alter Herren ein Haus in der Landshuter Straße 17. Dieses sollte nunmehr die Heimat des Corps werden. Bundesweit ist Donaria das einzige freie pflichtschlagende Corps und war lange Zeit ein Lebenscorps. Bedingt durch Sonderstellung der Verbandsfreiheit und mit Aufgabe des Prinzips eines Lebenscorps, gibt es Mehrbänderleute bei beiden deutschen Dachverbänden. Die Aktiven und Alten Herren unterhalten Kontakt zu den Corps des Kösener Senioren-Convents-Verbandes und des Weinheimer Senioren-Conventes. Zudem wurde bis 2011 bei beiden Verbandstagungen dem Corps Donaria ein Sitzrecht eingeräumt. Es bestehen keine Kartelle, Vorstellungsverhältnisse oder förmliche Freundschaftsverhältnisse mit anderen Corps. Es wird aber seit rund 50 Jahren mit dem Corps Germania Hohenheim eine Freundschaft unterhalten.

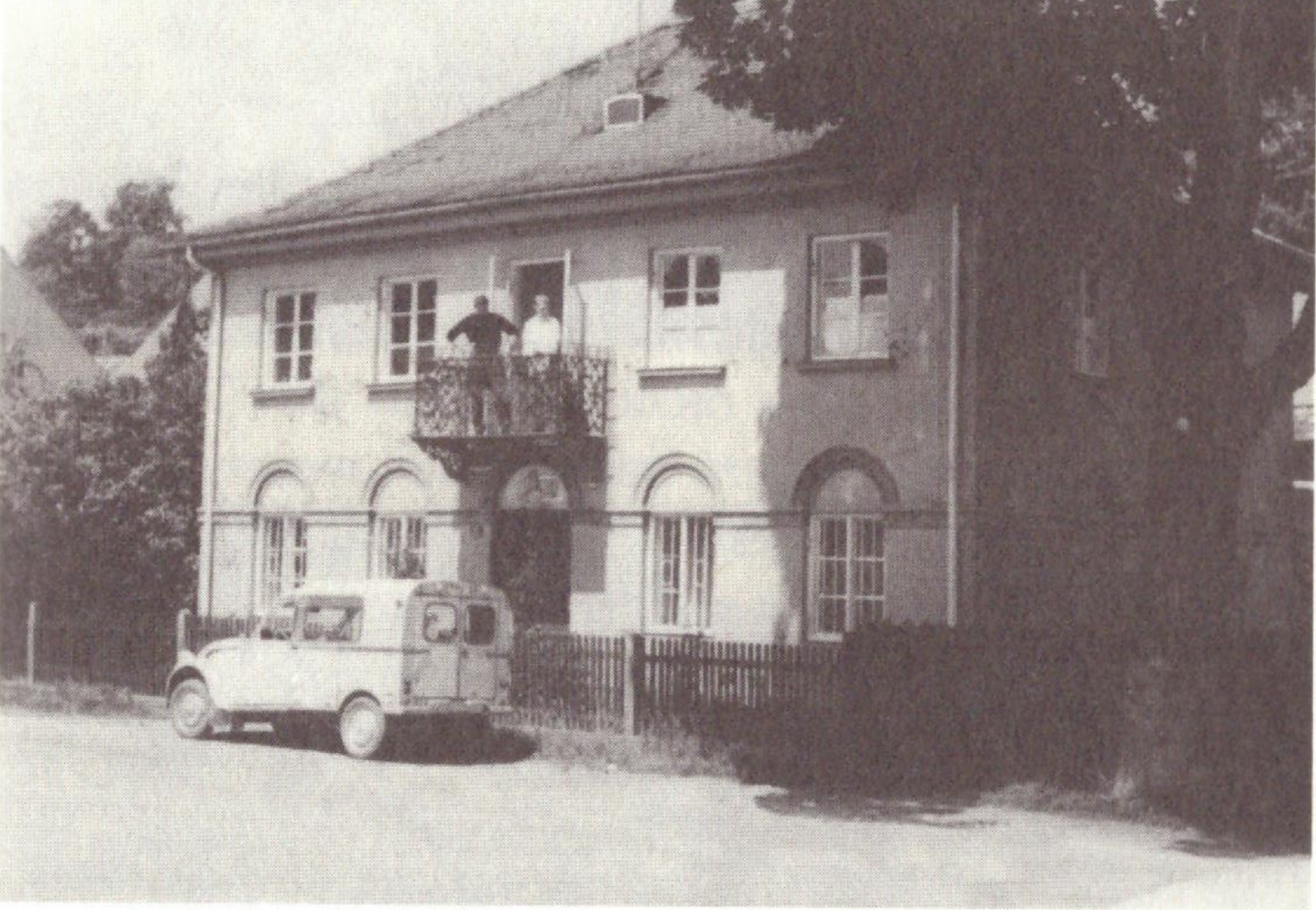
Das alte Haus

Im Jahre 1997 bezog das Corps sein neu erbautes Haus in Freising-Neustift. Gleichzeitig wurde der Landsitz Xaverienthal aufgegeben. Drei Jahre später wurde das 100. Stiftungsfest begangen. Über das Mensurenfechten bei Donaria und die Vorbehalte anderer Studenten gegen diesen Brauch berichtete 2009 die Süddeutsche Zeitung in einem Artikel. Derzeit hat Donaria 111 Alte Herren und 24 Aktive (Corpsburschen, Inaktive Corpsburschen sowie Füchse).

#### Die Sonderstellung des Abschlusses Diplom-Braumeister
Eine Renoncierung beim Weinheimer Senioren-Convent und dem Kösener Senioren-Convents-Verband scheiterte aufgrund des unklaren akademischen Grades des Abschlusses „Diplom-Braumeister“ der TU München. Dieser war als Studium auch für Studenten ohne Hochschulzugangsberechtigung zugänglich. Das heißt, Absolventen einer Fachakademie für Brauwesen und Getränketechnik können sofort mit dem Fachstudium (3. Semester) in Weihenstephan beginnen. Das bedeutet also, dass Brauereigesellen ohne Abitur ebenso ein Studium antreten dürfen, wie Studienanfänger mit Abitur. Ein großer Anteil der Mitglieder des Corps setzt sich aus diesem Studiengang zusammen. Deutschlandweit ist dies für Corps besonders.

## Bekannte Donaren

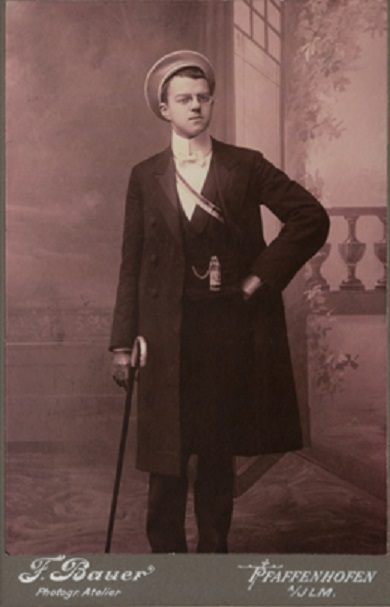
Joseph Maria Lutz als Student

- Ludwig Steuert (1853–1907), EM, Professor für Anatomie, Physiologie und Tierzucht an der Königl. Bayerischen Akademie für Landwirtschaft in Weihenstephan
- Thomas Scharnagel (1880–1953), Pflanzenzüchter
- Wilhelm Zorn (1884–1968), Tier- und Agrarwissenschaftler
- Ernst Rattenhuber (1887–1951), Politiker, Landwirtschaftsminister Bayerns, Gründungsmitglied der CSU[11]
- Ludwig Detzel (1888–1916), Rebzüchter
- Hanns Kreutz (1892–1952), Pflanzenbauwissenschaftler
- Joseph Maria Lutz (1893–1972), Schriftsteller und Heimatdichter
- Theo Pfeuffer (1909–1987), Landwirt, Pflanzenzüchter und Politiker
- Alfred-Ernst Prinz („Fürst“) zu Löwenstein-Wertheim-Freudenberg (1924–2010), ab 1980 Oberhaupt des Hauses Löwenstein-Wertheim-Freudenberg[12]
- Bernhard Diether Ritter von Wüllerstorff und Urbair (1933–2014), Tierwissenschaftler, Autor und EU-Parlamentsabgeordneter für Landwirtschaft der Sonderkulturen
- Just-Hinrich von Rümker (1935–1999), Pflanzenzüchter, Autor und Ehrenmitglied der DLG
- Günther Kollmar (1937–2013), Unternehmer (Oettinger Brauerei)
- Theodor Häußler (* 1941), Landwirt und Weinbauer, Autor von Büchern über die Anbauregion Baierwein, die Zuckergewinnung in der Oberpfalz, Kartoffelproduktion der Oberpfalz und die Seidenproduktion in Bayern („Bayerische Seide“)
- Dirk Kollmar (1963–2014), Unternehmer, Kinderbuchautor, Sportfunktionär, Träger des Bundesverdienstkreuzes[13]